# Palaeomolis fumosa
Palaeomolis fumosa là một loài bướm đêm thuộc phân họ Arctiinae, họ Erebidae.